# Terraformarea în științifico-fantastic
Sub actuala sa utilizare, termenul de terraformare a fost folosit prima dată în science-fiction de către Jack Williamson în povestirea sa Collision Orbit publicată în 1942 în revista Astounding Science Fiction. Dar existența conceptului este mult mai veche.
Această idee a fost folosit mai înainte de H.G. Wells în romanul său Războiul lumilor (1898) în care marțienii încearcă să refacă Pământul după nevoile lor.
Ideea teraformării este utilizată în mod explicit și în romanul Last and First Men (1930) scris de Olaf Stapledon. În acest roman sunt descriși oameni care teraformează planeta Venus.
Un alt exemplu notabil este seria War Against the Chtorr (1983) de David Gerold. Autorul spune despre extratereștri că chtorriformează (original chtorriforming) Pământul.

## Literatură
| Dată      | Titlu                                                                                 | Autor                                                 | Planetă/Satelit                 |
| --------- | ------------------------------------------------------------------------------------- | ----------------------------------------------------- | ------------------------------- |
| 1898      | Războiul lumilor                                                                      | H. G. Wells                                           | Pământul                        |
| 1910      | «La Journée d'un Parisien au XXIe siècle» (“A Day of a Parisian in the 21st Century") | Octave Béliard                                        | Luna                            |
| 1927      | The Last Judgment                                                                     | J. B. S. Haldane                                      | Venus                           |
| 1930      | Last and First Men                                                                    | Olaf Stapledon                                        | Venus                           |
| 1950      | Farmer in the Sky                                                                     | Robert A. Heinlein                                    | Ganymede                        |
| 1951      | The Sands of Mars                                                                     | Arthur C. Clarke                                      | Marte                           |
| 1952      | The Martian Way                                                                       | Isaac Asimov                                          | Marte                           |
| 1954      | The Big Rain                                                                          | Poul Anderson                                         | Venus                           |
| 1958      | The Snows of Ganymede                                                                 | Poul Anderson                                         | Ganymede                        |
| 1960      | Chirurgii planetari                                                                   | Gérard Klein                                          | Marte                           |
| 1961      | Second Ending                                                                         | James White                                           | planetă din sistemul Fomalhaut  |
| 1969      | Isle of the Dead                                                                      | Roger Zelazny                                         | Illyria                         |
| 1972      | Exilatul din Planetopolis                                                             | Victor Bârlădeanu                                     | un satelit al lui Saturn        |
| 1984      | Greening of Mars                                                                      | James Lovelock Michael Allaby                         | Marte                           |
| 1986-1988 | Venus of Dreams Venus of Shadows                                                      | Pamela Sargent                                        | Venus                           |
| 1992      | Mining the Oort                                                                       | Frederik Pohl                                         | Marte                           |
| 1992-1999 | Mars Trilogy                                                                          | Kim Stanley Robinson                                  | Marte                           |
| 2011      | Terra Formars (テラフォーマーズ)                                                      | scenariu de Yū Sasuga ilustrații de Kenichi Tachibana | Marte                           |
| 2012      | 2312                                                                                  | Kim Stanley Robinson                                  | O mare parte din Sistemul Solar |
| 2015      | Copiii timpului                                                                       | Adrian Tchaikovsky                                    | Exoplanetă îndepărtată          |

## Filme și televiziune
| Premiera        | Titlu                                                                      | Țara                                                 | Note | IMDB |
| --------------- | -------------------------------------------------------------------------- | ---------------------------------------------------- | --- | ---- |
| 1982            | Star Trek II: Furia lui Khan / Star Trek II: The Wrath of Khan             | Statele Unite                                        | Project Genesis este un dispozitiv de terraformare rapidă a planetelor, la sfârșitul filmului dispozitivul este detonat în nebuloasa Mutara și este creată planeta Genesis. |      |
| 1984            | Star Trek III: În căutarea lui Spock / Star Trek III: The Search for Spock | Statele Unite                                        | Corpul lui Spock este regenerat de planeta terraformtă Genesis după evenimentele din The Wrath of Khan. |      |
| 1986            | Aliens - Misiune de pedeapsă / Aliens                                      | Statele Unite                                        | În filmul din 1979, Alien, echipajul navei coboară pe un planetoid, LV-426, o lume ostilă vieții. În continuarea din 1986, Aliens, planeta a fost terraformată și are atmosferă ca Pământul. |      |
| 1988            | Star Trek: Generația următoare / Star Trek: The Next Generation: Home Soil | Statele Unite                                        | USS Enterprise primește ordine de la Federația Unită a Planetelor să verifice terraformarea planetei Velara III unde se află o colonie. Însă, planeta considerată fără viață are sub suprafață o formă de viață extraterestră neorganică și inteligentă. |      |
| 1990            | Total Recall                                                               | Statele Unite                                        | Extratereștrii au terraformat planeta Marte care are acum atmosferă bogată în oxigen, ceea ce permite oamenilor să trăiască la suprafața ei. Este primul film care descrie terraformarea planetei Marte, cu toate acestea a fost criticat pentru inacuratețea sa științifică. |      |
| 1992            | Piticul roșu / Red Dwarf: "Terrorform"                                     | Regatul Unit                                         | După o prăbușire pe o lună-psi, echipajul navei Piticul roșu se confruntă cu o lume întunecată reformată după subconștientul lui Arnold Rimmer |      |
| 1993            | Star Trek: Deep Space Nine: "Second Sight"                                 | Statele Unite                                        | Richard Kiley a terraformat cu succes câteva planete. |      |
| 1993            | Red Dwarf: "Rimmerworld"                                                   | Regatul Unit                                         | Arnold Rimmer, prins pe o planetă deșert timp de 600 de ani, folosește un echipament genetic și de terraformare pentru a crea o lume plină cu propriile clone. |      |
| 1995            | Star Trek: Deep Space Nine: "Past Tense"                                   | Statele Unite                                        | Venus este menționată ca fiind terraformată. |      |
| 1996            | Mesaj din spațiu / The Arrival                                             | Statele Unite                                        | Extratereștrii au construit mai multe facilități de terraformare pe Pământ, deghizate ca centrale electrice, cauzând încălzirea globală prin pomparea gazelor cu efect de seră în atmosferă. Ei intenționează să modifice Pământul pentru a se potrivi propriilor nevoi ecologice |      |
| 1998-1999       | Cowboy Bebop                                                               | Japonia, Statele Unite, Canada, Europa, Regatul Unit | Multe episoade au loc în lumi terraformate ca Venus, Mars, Ganymede, Io, Callisto și Titan. |      |
| 2000            | Planeta roșie / Red Planet                                                 | Statele Unite, Australia                             | După ce omenirea se confruntă cu o suprapopulare și o poluare puternică pe Pământ, sondele spațiale automate încărcate cu alge sunt trimise pe Marte cu scopul de a o terraforma și de a crea o atmosferă respirabilă. |      |
| 2000            | Titan A.E.                                                                 | Statele Unite                                        | O invenție umană numită "Project Titan"; nava spațială Titan are capacitatea de a crea un nou Pământ. |      |
| 2000            | Stargate SG-1: Scorched Earth                                              | Statele Unite, Canada                                | Episodul se concentrează în jurul încercării unei culturi extraterestre aflată în declin de a repopula o planetă deja locuită folosind tehnici de terraformare. |      |
| 2002–03 și 2005 | Firefly și filmul sequel Serenity                                          | diferite                                             | Planeta originală Pământ (cunoscută în serial ca "Pământul-care-a-fost") "a fost secătuită", forțând majoritatea sau întreaga omenire să găsească un nou sistem stelar. În noul sistem, ei au terraformat - și se pare că încă terraformează - multe planete și luni. |      |
| 2006            | Gin'iro no Kami no Agito / Origin: Spirits of the Past                     | Japonia                                              | Geneza: Spiritele trecutului este povestea lui Agito, un tânăr băiat care trăiește într-o Japonia distopică 300 de ani în viitor. Această apocalipsă a fost provocată de ingineria genetică extensivă asupra copacilor, care a avut loc într-o instalație de cercetare aflată pe Luna Pământului, pentru a produce copaci capabili să crească în condiții dure și aride. Copacii au devenit însă conștienți de sine și s-au răspândit pe Pământ într-un holocaust aprins, distrugând majoritatea civilizațiilor moderne și fragmentând luna.                                                     |      |
| 2007            | Bătălie pentru Terra / Battle for Terra                                    | Statele Unite                                        | Coloniștii umani implementează un terraformer masiv care transformă atmosfera existentă, care este otrăvitoare pentru om, într-un amestec de azot-oxigen asemănător cu cel al Pământului. Este singurul dispozitiv (aparent) existent capabil să transforme întreaga atmosferă a unei planete ca să fie asemănătoare atmosferei Pământului. Tehnologia de conversie a gazului există, de asemenea, pe scări mai mici, în interiorul navei colonie Ark. |      |
| 2008            | Doctor Who: The Doctor's Daughter                                          | Regatul Unit                                         | TARDISul îi duce pe Doctor, Donna și Martha pe planeta Messaline, unde are loc un război vechi de generații între oameni și Hath. Hath și oamenii au fost inițial meniți să trăiască într-o colonie pașnică, dar au fost divizați de o dispută privind "Sursa" (un dispozitiv de terraformare), pe care ambele părți îl consideră a fi al lor. |      |
| 2008–2013       | Fringe                                                                     | Statele Unite                                        | Descendenți din viitor ai oamenilor moderni călătoresc înapoi în timp până în 2015, din cauza scăderii rapide a resurselor naturale și a poluării excesive pe Pământ în timpul lor. Fiind din viitorul îndepărtat, cerințele lor privind atmosfera sunt semnificativ diferite față de cele ale oamenilor moderni; scopul lor este de a folosi ferme uriașe de dispozitive care pot terraforma atmosfera Pământului într-una mai potrivită pentru nevoile lor, sacrificând omenirea modernă în acest proces.                                                                                      |      |
| 2013            | Defiance                                                                   | Statele Unite                                        | Întregul Pământ a fost supus unor procese de terraformare, dintre care multe au fost concepute pentru a replica medii extraterestre. Datorită naturii în care aceste dispozitive de terraformare au fost activate, a fost creată o lume în cea mai mare parte nouă: modificând peisajul fizic al lumii, provocând modele meteorologice severe și ciudate și hibridând plante și animale pentru a crea înlocuiri vicioase și terifiante. |      |
| 2013            | Man of Steel: Eroul                                                        | Statele Unite                                        | Kal-El, de pe planeta Krypton (care a murit din cauza epuizării resurselor naturale și a recoltării nucleului planetei), este trimis pe Pământ de tatăl său, Jor-El, pentru a scăpa de distrugerea planetei și de liderul militar general, Zod. Kal-El își trăiește viața ca un pustnic forțat să-și folosească abilitățile supranaturale (obținute prin trăirea sub un soare galben (Soarele)) pentru a-l opri pe generalul Zod în planul său de a terraforma Pământul pentru a deveni un nou Krypton, ucigând viața pe Pământ astfel încât oamenii de pe Krypton să poată avea o a doua șansă. |      |

În Babylon 5, planeta Narn a fost bombardată cu meteoriți de Republica Centauri, Minbarii s-au oferit să ajute apoi la refacerea climei planetei cu echipamente de terraformare.